# Undervattensrugby
Undervattensrugby, UV-rugby, är ett lagbollspel som utövas under vattenytan i 3,5-5 m djupa bassänger. Spelarna är utrustade med blå respektive vita mössor och baddräkter/badbyxor, mask, snorkel och simfenor (fena). Spelet, som sker under ytan, går ut på att placera en boll i motståndarlagets korg (mål), som är placerat på bassängens botten. Bollen är fylld med en saltvattenlösning, vilket innebär att den sjunker med ungefär en meter per sekund. Varje lag består av en trupp på 15 spelare, varav 12 spelare deltar i en match och av vilka 6 samtidigt finns i vattnet. Byten sker regelbundet. Den effektiva speltiden är 2 x 15 minuter. Sporten är mycket fysisk, med tanke på att det är en form av rugby, men slag, sparkar och stryptag är förbjudna. Det är också förbjudet att attackera en motspelares utrustning eller en spelare som inte har bollen. Undervattensrugby är en tredimensionell sport, och attack från motståndare kan komma från alla håll. Bollen får inte spelas ovanför vattenytan. Domaren kan bland annat utdöma så kallad friboll, utvisning och straff. Undervattensrugby är en av få sporter där damer och herrar spelar på lika villkor.

## Sportens historia
Idén utvecklades av tandläkaren Josef Grimmeisen i Essen i det dåvarande Västtyskland i slutet av 1950-talet. Confédération Mondiale des Activités Subaquatiques, som anordnar den organiserade undervattensrugbyn på internationell nivå, slog 1978 fast de internationella reglerna och 1980 fanns klara instruktioner för domarna.
Grenen kom till Norden i slutet av 1960-talet, då kallad undervattenspolo, där den spred sig via Danmark, och därefter till Sverige där Sveriges sportdykarförbund 1973 tog upp sporten på programmet. Snart nådde spelet även Norge och Finland. 1977 bildade Finlands dykarförbund en undervattensrugby-avdelning.
I dag bedrivs seriespel och breddverksamhet för såväl herrar, damer som juniorer. Sporten har svensk mästerskapsstatus sedan 1974 (herrar) respektive 1999 (damer). 1977 spelades det första finländska mästerskapet.

## Undervattensrugby i Sverige
Sverige är internationellt mycket framstående och representeras återkommande internationellt med dam-, herr- och juniorlandslag. Under världsmästerskapet 2007 som spelades i Bari, Italien tog Sveriges dam- och herrlag båda silver. Under världsmästerskapet 2015 som spelades i Cali, Colombia kom Sverige fyra på både dam- och herrsidan.
De svenska mästerskapen spelas årligen på Herr-, dam- och juniorsidan. 
FCZ provade på undervattensrugby i ett avsnitt av andra säsongen.